# Prato Nevoso
Pour les articles homonymes, voir Prato (homonymie).
Prato Nevoso est une station de ski située sur la commune de Frabosa Sottana dans la province de Coni (Cuneo) en Italie.

## Histoire du domaine skiable
Prato Nevoso naît dans les années 1960, à l'initiative d'un groupe d'investisseurs ligures qui veulent créer une station hivernale facilement accessible de Turin et de Gênes. Ils choisissent des alpages de la commune de Frabosa Sottana, situés au-dessus de 1400 mètres d'altitude. Les coûts relativement bas des premiers appartements ont attiré des familles et permis un développement rapide de la station. Elle a cependant été construite sans aucun plan d'ensemble et de manière plutôt anarchique du point de vue de l'architecture et de l'urbanisme.
Durant les années 1990, son domaine skiable a souffert de la raréfaction des chutes de neige à cette altitude moyenne, mais des canons à neige ont depuis quelque peu compensé les pertes. Le domaine skiable est relié à celui d'Artesina, une autre station de sports d'hiver située sur la commune de Frabosa Sottana. Désormais, Prato Nevoso est à nouveau en phase de développement, et il est question d'y construire un millier de nouveaux appartements de vacances.

## Cyclisme
Prato Nevoso a déjà servi plusieurs fois d'étape à des courses cyclistes :
- la 13e étape du Tour d'Italie 1996 le 31 mai que Pavel Tonkov remportait en endossant du même coup le maillot rose ;
- la 18e étape du Tour d'Italie 2000 (remportée par Stefano Garzelli), le 1er juin ;
- la 15e étape du Tour de France 2008 remportée par Simon Gerrans en échappée, le 20 juillet. Pour la course au classement général, Cadel Evans perdit son maillot jaune au profit de Frank Schleck, lui-même leader provisoire;
- la 18e étape du Tour d'Italie 2018 remportée par Maximilian Schachmann le 24 mai en échappée. Cette étape vit pour la première fois le maillot rose Simon Yates céder du temps à Tom Dumoulin et Christopher Froome dans une étape de montagne, ces deux coureurs ayant réussi à attaquer le maillot rose dans les deux derniers kilomètres.